# IIOP
IIOP (ang. Internet Inter-ORB Protocol) – protokół opracowany przez Object Management Group, implementujący system wymiany danych GIOP technologii CORBA poprzez protokół TCP/IP (każde medium transportujące dane wymaga osobnej implementacji GIOP – w przypadku internetu jest to protokół IIOP). Dla aplikacji używających tego standardu(CORBA) IIOP jest niewidocznym dla programisty mechanizmem wymiany danych między komputerami (programista widzi jedynie referencję zdalnego obiektu – IOR (Interoperable Object Reference)).